# Temni zemeljski čmrlj
Temni zemeljski čmrlj (znanstveno ime Bombus terrestris) je največja in najbolj razširjena evropska vrsta čmrljev. To vrsto čmrljev se najpogosteje uporablja za opraševanje rastlin v rastlinjakih, zaradi čsar so jo umetno razširili skoraj po celem svetu, celo na Tasmanijo.

## Opis
Dolžina telesa pri maticah je od 20 do 22 mm, pri delavkah od 11 do 17 mm in samcih pa od 14 do 16 mm..